# Когда зажигаются ёлки
«Когда зажигаются ёлки» — советский рисованный мультипликационный фильм, снятый в 1950 году режиссёром Мстиславом Пащенко. Один из лучших мультипликационных новогодних фильмов-сказок 1940-х — 1950-х годов.

## Сюжет
В начале мультфильма Ваня под музыку своей сестры, пианистки Люси, репетирует песню на стихотворение Сергея Михалкова «Под Новый год», после чего даёт слово, что будет выступать на сцене. Дети звонят по телефону Деду Морозу и просят в подарок ватного Зайчика с шоколадкой (для Люси) и плюшевого Мишку (для Вани).
Дед Мороз, выслушав детей, просит свою внучку Снегурочку поискать Зайку и Мишку. Как только Снегурочка находит их, Дед Мороз упаковывает остальные игрушки для детей в свой мешок. К тому времени прибывает шофёр грузовика Снеговик и сообщает, что его машина готова: печенье, мандарины и конфеты он погрузил, а на дворе прекрасная погода: вьюга, пурга, метель… Дед Мороз предлагает Снеговику погреться и просит Снегурочку, чтобы она собрала ему ужин, но Снеговик от этого отказывается, так как на морозе ему привычно, да и сам он уже давно поужинал: съел кило мороженого крем-брюле с вафлями. Когда Дед Мороз берёт мешок, то не замечает при выходе из дома, как его мешок рвётся об острый край дверного проёма.
Наказав своей внучке на прощание стеречь дом и устроить праздничный ужин для всех жителей леса, кроме Волка, Дед Мороз вместе со своим шофёром Снеговиком отправляются из сказочного терема в Москву, на праздник детской Новогодней Ёлки в Дом культуры, вместе с мешком с подарками. Но по дороге Зайчик, предназначенный Люсе, и Мишка, предназначенный Ване, нечаянно вываливаются через прореху в мешке и остаются в лесу.
Когда Зайчик и Мишка оживают, то решают поискать дорогу «домой». Но Зайчик не мог ходить, так как к его ногам привязана шоколадка. Мишка решает подталкивать Зайчика, но тот и от этого отказывается, так как шоколадка содержит орехи. Неожиданно появившийся настоящий Волк подслушивает разговор Зайчика и Мишки и спрашивает, кто из них «вкуснее». Игрушки, спасаясь, говорят Волку, что они несъедобные. Волк, не доверяя их словам, предварительно жуёт ушко Зайчика и недоумевает, что «в первый раз ему попался такой невкусный заяц». Тогда по совету игрушек Волк съедает шоколадку, привязанную к ногам Зайчика, вместе с обёрткой, но узнаёт, что шоколадка с орехами, и тоже сплёвывает. Как только Волк уходит, игрушки стали бродить по лесу.
В это время Снегурочка по наказу Деда Мороза устраивает пир для лесных жителей, которых она позвала. Приходит опоздавшая Зайчиха, нашедшая заблудившихся Зайчика и Мишку. Снегурочка, поняв произошедшее, решает привести игрушек в порядок, чтобы они были красивее, чем в магазине, и с помощью приглашённых лесных жителей она умывает Зайчика и Мишку с мылом.
Тем временем Люся и Ваня оказываются в доме культуры, где Ваня признаётся, что уже боится выступать, и хочет вернуться домой. Появляются Дед Мороз со Снеговиком, и Люся рассказывает Деду Морозу, что Ваня дал слово, что будет выступать, однако теперь он выступать не хочет — боится. Дед Мороз объясняет, что «раз слово дал — держи», после чего сообщает детям, что ждёт их номера.
В это время в сказочном тереме Зайчик и Мишка висят на прищепках, высыхая после мойки. Снегурочка, дабы не оставить Люсю и Ваню без подарков, берёт игрушек к себе в сани и отправляется туда, куда отправились Дед Мороз со Снеговиком (выясняется, что Зайчику привязали новую шоколадку — «Золотой Ярлык»). По дороге пассажирам и экипажу саней пришлось спасаться от стаи волков.
А в московском Доме культуры в это время началась Новогодняя Ёлка. Под первым номером танцуют Снеговик и остальные ребята, а под следующим номером должны выступать Люся и Ваня, но, как оказалось, Ваня вышел на улицу, всё ещё боясь выступать. К тому же, Дед Мороз обнаружил, что Зайчик и Мишка куда-то пропали.
В конце концов, взяв себя в руки, Ваня вернулся в Дом культуры и начал выступать на сцене. Неожиданно Ваня забывает последнюю строку во втором куплете песни «Под Новый год», но ребята ему подсказывают и подпевают.
В это время сани со Снегурочкой неожиданно остановились перед светофором, на котором горел запрещающий сигнал, и Снегурочка решила, что она опоздала. Но милиционер-регулировщик подсказал, в какую сторону нужно ехать. К тому времени Дед Мороз замечает прореху в своём мешке и понимает, что Зайчик и Мишка выпали через неё, а Ване удаётся выступить на сцене. Как только песня закончилась, появилась Снегурочка и подарила Люсе и Ване обещанные подарки. Остальные ребята стали плясать вокруг ёлки.
В конце мультфильма под новогоднюю полночь Люся и Ваня засыпают, а Зайчик и Мишка поздравляют зрителей с Новым годом.

## Создатели фильма
| сценарий                   | Владимира Сутеева |
| кинорежиссёр               | Мстислав Пащенко |
| композитор                 | Карэн Хачатурян |
| стихи                      | Сергея Михалкова, Михаила Вольпина |
| художники-постановщики     | Евгений Мигунов, Владимир Дегтярёв |
| ассистенты художника       | Евгений Райковский, Игорь Знаменский |
| ассистент кинорежиссёра    | Е. Трунов |
| технический ассистент      | Лидия Ковалевская |
| кинооператор               | Михаил Друян |
| ассистент кинооператора    | Екатерина Ризо |
| звукооператор              | Николай Прилуцкий |
| монтажёр                   | Лидия Кякшт |
| художники-декораторы:      | Вера Валерианова, Елена Танненберг, Константин Малышев, Дмитрий Анпилов |
| художники-мультипликаторы: | Борис Дёжкин, Роман Давыдов, Михаил Ботов, Геннадий Филиппов, Фёдор Хитрук, Надежда Привалова, Владимир Арбеков, Лидия Резцова, Николай Фёдоров, Игорь Подгорский, Лев Попов, Валентин Лалаянц, Александр Беляков, Елизавета Казанцева |
| в ролях:                   | Владимир Володин — Снеговик, Юлия Юльская — Ваня Иванов, Зайчонок, Леонид Пирогов — Дед Мороз, Ростислав Плятт — Волк, Виктория Иванова — Люся Иванова, Снегурочка, Татьяна Барышева — Зайчиха, Юрий Хржановский — Медвежонок          |

## Награды
- 1951 — Премия за лучший детский фильм на VII Международном кинофестивале в Карловых Варах. Фильм победил в конкуренции с полнометражными игровыми картинами[2].

## Музыка и песня
Музыку к мультфильму написал Карэн Хачатурян. Впоследствии песня «Говорят, под Новый Год…» выпускалась на детских пластинках московским, ленинградским и другими заводами, с середины 1960-х годов фирмой «Мелодия» в сборниках песен из мультфильмов. Позднее мелодия песни Снеговика звучала в фильме «Семь нянек» и балете «Чиполлино».

## Реставрация и переозвучивание
В 2001 году мультфильм был отреставрирован и заново переозвучен компаниями ООО «Студия АС» и ООО «Детский сеанс 1». В новой версии была полностью заменена фонограмма, к переозвучиванию были привлечены современные актёры, в титрах заменены данные о звукорежиссёре и актёрах озвучивания.
Звукооператор новой версии — А. Понявин.
Роли озвучивали:
- Юльен Балмусов — Дед Мороз, Снеговик (вокал)
- Владимир Конкин — Снеговик
- Ирина Маликова — Люся Иванова, Ваня Иванов (вокал), Снегурочка
- Жанна Балашова — Зайчиха
- Борис Токарев — Медвежонок
- Татьяна Канаева — Ваня Иванов, Зайчонок
- Виталий Ованесов — Волк